# جان کارل مورچی
جان کارل مورچی (انگلیسی: John Carl Murchie; ۷ ژوئن ۱۸۹۵ – ۵ مارس ۱۹۶۶) فرد نظامی اهل کانادا بود. وی همچنین برندهٔ جوایزی همچون نشان حمام و نشان امپراتوری بریتانیا شده‌است.